# 10713 Limorenko
10713 Limorenko è un asteroide della fascia principale. Scoperto nel 1982, presenta un'orbita caratterizzata da un semiasse maggiore pari a 2,7844091 UA e da un'eccentricità di 0,2044843, inclinata di 17,30719° rispetto all'eclittica.